# Egilona
Egilona o Egilo, también llamada Ailo o Ayluna por los cronistas árabes (659<680[cita requerida] - post. 718), fue la última reina consorte visigoda de Hispania y la primera dama de al-Ándalus.

## Biografía
Existen varias hipótesis sobre sus orígenes, desde un posible parentesco con el rey Egica o bien hermana o prima del Conde Casio, pero ninguna confirmada documentalmente.
Egilona fue esposa de Rodrigo, duque de Bética y último rey visigodo de Toledo. Tras su muerte en 711, Egilona fue apresada en Mérida por Abd al-Aziz ibn Musa, hijo de Muza y primer valí de la península ibérica, quien la tomó como esposa intentando con este gesto dar continuidad a su gobierno, atrayendo a la nobleza visigoda.
Algunos historiadores sostienen que se hizo musulmana, adoptando, a partir del momento en que se casó con Abd al-Aziz, el nombre de Umm Asim «la madre de Asim», nombre con que figura en los textos árabes como la crónica anónima Fath al-Andalus (Conquista de al-Ándalus), por el nacimiento de un varón. La adopción del nombre, común en la familia de los descendientes de Umar ibn al-Khattab, viene a confirmar a Abd al-Aziz como uno de los descendientes del segundo califa del Islam. Sin embargo, según fuentes cristianas, Egilona habría continuado practicando la religión católica. De acuerdo con la Crónica del Pacense, la influencia de Egilona sobre Abd al-Aziz ibn Musa habría inquietado a los musulmanes por la posibilidad de que éste se pudiera acabar convirtiendo al cristianismo. Este hecho habría motivado su asesinato por orden del Califa de Damasco, Suleimán, quien mandó a Sevilla a cinco oficiales para darle muerte.